# Tochisaurus
Tochisaurus (що означає «страусина ящірка») — рід малих тероподів троодонтид пізнього крейдяного періоду Монголії. Типовим (і єдиним названим) видом є Tochisaurus nemegtensis.
У 1948 році радянсько-монгольська експедиція знайшла в пустелі Гобі поблизу Немегта останки невеликого теропода. У 1987 році про знахідку повідомив Сергій Курзанов, а пізніше того ж року її обговорила Гальшка Осмольська, яка припустила, що вона може являти собою зразок троодонтіда Borogovia.
Пізніше Осмольська зрозуміла, що це новий для науки вид. Він був формалізований Курзановим і Осмольською в 1991 році як Tochisaurus nemegtensis. Родова назва походить від монгольського toch', «страус», у зв'язку з тим, що стопа, як і у цього птаха, є функціонально дидактичною, тобто має лише два пальці, що несуть вагу. Видова назва стосується Nemegt.
Його голотипна скам'янілість, PIN 551-224, була знайдена в шарі формації Немегт, що датується раннім маастрихтом, віком близько 69 мільйонів років. Він складається виключно з (лівої) плюсни, першої виявленої азійської троодонтідії. Перша плесна відсутня. Верхня частина скам’янілості демонструє деякі пошкодження, які спочатку були дещо некваліфіковано відновлені.
Tochisaurus — двоногий динозавр. Плеснова кістка має довжину 242 міліметри, показуючи, що це був відносно великий троодонтід. Друга плесна, довжиною 222 міліметри, дуже зменшена і вузька. Суглобова поверхня на верхівці плюсни нахилена вперед і вниз.
На підставі часткових скам’янілостей вважається, що точізавр був членом Troodontidae.